# GABAA受容体

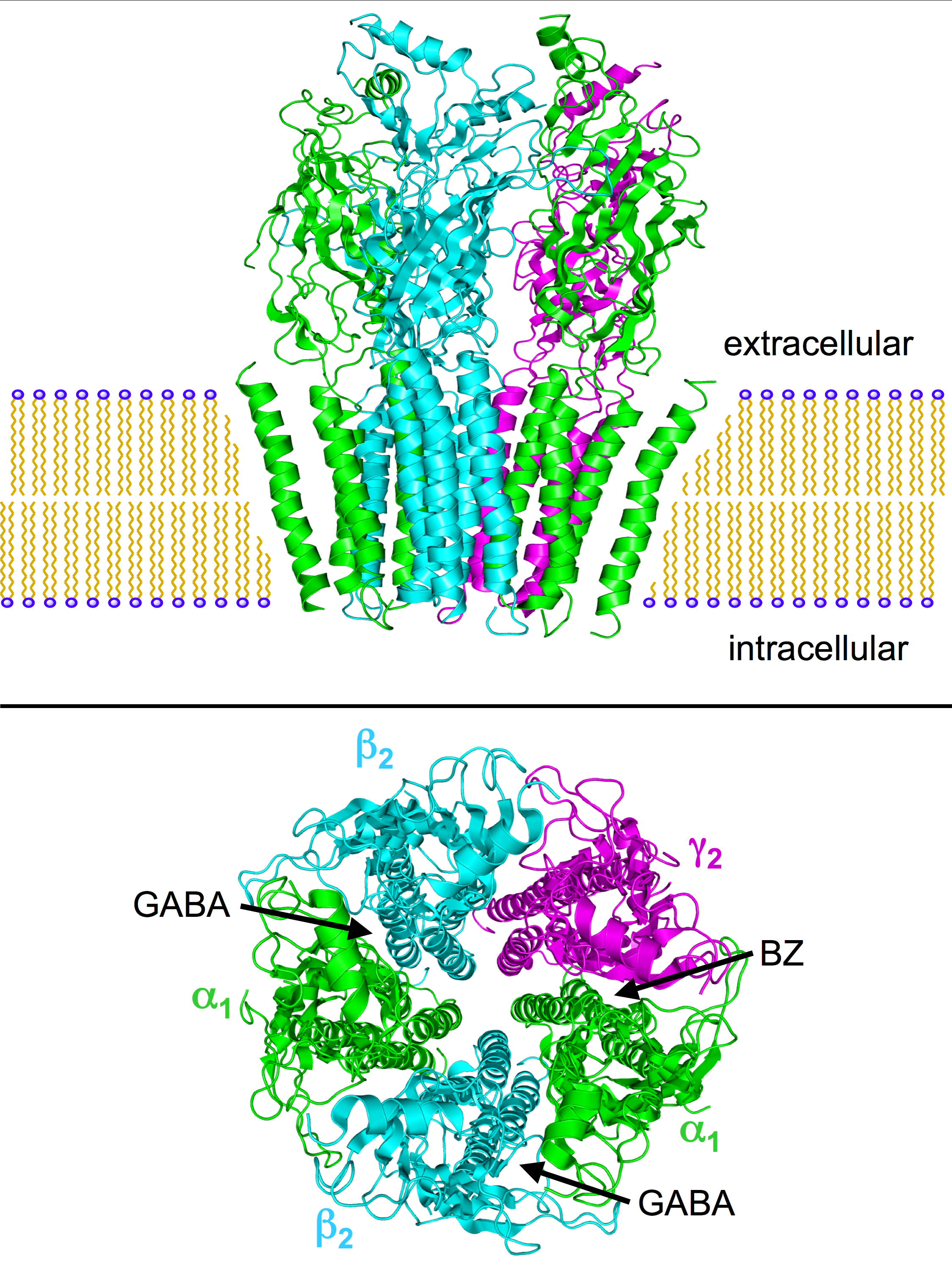
ニコチン性アセチルコリン受容体 (nAchR:)の構造。GABAA受容体に非常によく似ている。 上図：細胞膜に埋め込まれたnAchRの側面。下図：細胞外面から見た受容体。GABAとベンゾジアゼピン(BZ)の結合部位のおおよその位置はそれぞれα-およびβ-サブユニットの間とα-およびγ-サブユニットの間である。

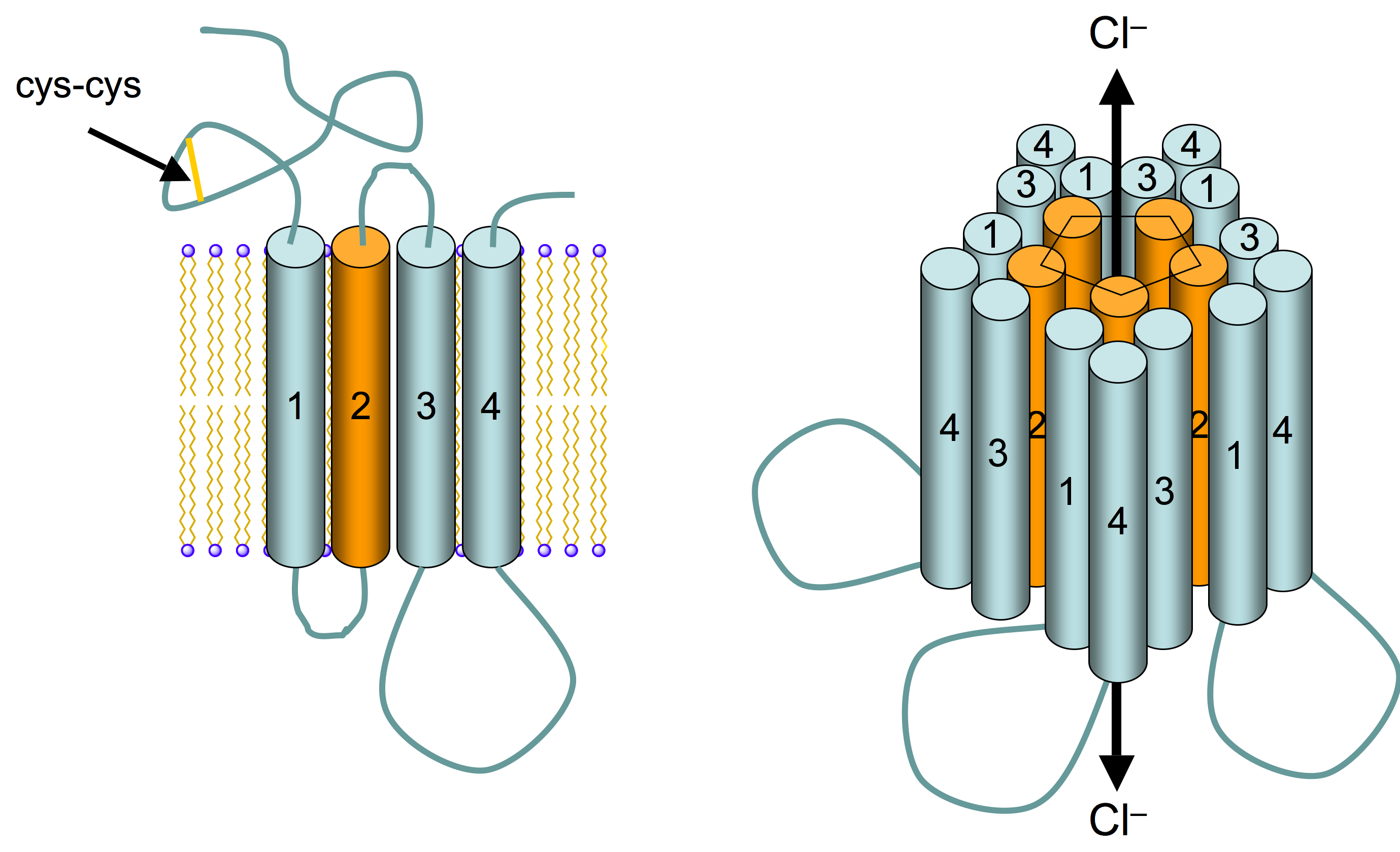
GABAA受容体の概略構造。左: GABAA単量体サブユニットは脂質二重層（青い球に薄黄色のラインが結合したもの）に埋め込まれている。4つの膜貫通のα-ヘリックス(1–4)は円柱で描かれている。Cys-ループ受容体(GABAA受容体を含む)のファミリーの受容体の特徴であるN末端細胞外ドメイン中のジスルフィド結合は黄色の線で描かれている。右：5つのサブユニットは塩化物アニオン透過孔を中心に対称的に配列している。細胞外ループは便宜上表示していない。

GABAA受容体 (GABAAR；ギャバ・エーレセプター或いはギャバ・エーじゅようたい) は、イオンチャネル型受容体およびイオンチャネル内蔵型受容体の一つである。リガンドは主要な中枢神経系の抑制性神経伝達物質であるγ-アミノ酪酸(GABA)である。活性化されると、GABAA受容体はCl−を選択的にイオンチャネルを透過させることにより、神経細胞に過分極が生じる。これにより、活動電位が生じにくくなり神経伝達の阻害効果を引き起こす。規定液中のGABAA-介在IPSP（抑制性シナプス後電位）の逆転電位は−70 mVで、GABABIPSPとは対照的である。
GABAAの活性部位は、GABAならびにムッシモール、ガボキサドール、およびビククリンなどいくつかの薬物との結合部位である。また、タンパク質には間接的に受容体の活性を調節するアロステリック結合部位がいくつかある。これらのアロステリック部位は特に、ベンゾジアゼピン系、非ベンゾジアゼピン系、バルビツール酸系、エタノール（アルコール）、神経活性ステロイド、吸入麻酔薬、およびピクロトキシンを含む様々な薬物の標的である。

## GABAA受容体
GABAA受容体はイオンチャンネル型受容体であり、GABABはGタンパク質結合型受容体である。このうち、本項で解説するGABAA受容体が、長らく睡眠薬の主な標的であった。（以前GABAC受容体は別の種類とされていたが、ρサブユニットから構成されるGABAA受容体の一種と再分類された。そのため「GABAC受容体」という名称を単独で使用することは推奨されていない。）
GABAA受容体は、隣接した様々な結合部位からも、アロステリックに調節されている。GABAA受容体は、GABAに占有されるとCl−チャネルを開口し、塩素イオンの透過性を高めることで、神経細胞の活動電位を抑制する。

## ベンゾジアゼピンの標的

GABAA受容体は、αが2個、βが2個、γが1個（図ではα1が2個、β2が2個、γ2が1個）の5個のサブユニットから成る5量体であり、GABAの結合部位や、アロステリック調節部位としてのベンゾジアゼピン結合部位が存在する。

受容体のサブユニニットには、α、β、γ、δ、ε、π、θ、ρが存在する。GABAA受容体は、αが2個、βが2個、γが1個のサブユニットからなる。
ベンゾジアゼピン結合部位には、脳などの中枢型のω1、ω2と、臓器など末梢型のω3の3種のサブタイプ が存在する。この用語について、国際薬理学連合(IUPHAR)は、もはや使われていない「BZ受容体」や「GABA/BZ受容体」ではなく、また「ベンゾジアゼピン受容体」の用語を「ベンゾジアゼピン部位」（benzodiazepine site）に置き換えることを推奨している。
ベンゾジアゼピン系薬は、ベンゾジアゼピン結合部位に結合することで、クロライドイオンの透過性を高めるGABAの作用を増加させる。Cl−チャネルの開口回数が増えることで、GABAの薬理作用が増強されることになる。
バルビツール酸系薬では、低濃度ではベンゾジアゼピン系薬と同様であるが、高濃度では直接Cl−チャネルの開口時間を延長する。またバルビツール酸系薬は、脳全体を抑制するという作用部位の違いがあり、このことが安全性の違いに反映されている。（しかしながらベンゾジアゼピンによる死亡も国際的な問題とはなっている。）

## リガンド

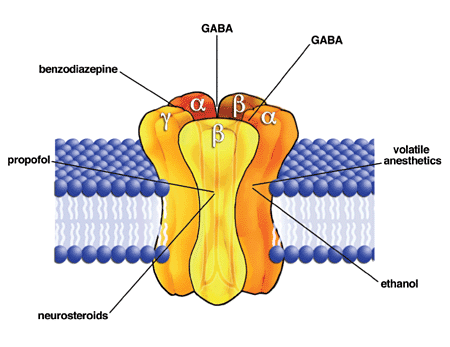
GABA_{A}受容体と様々なリガンドが結合する場所。

GABAA受容体複合体上の様々な部位に結合し、GABAそのもの以外にも変調を与えるリガンドが多数発見されている。リガンドは以下のタイプの1つ以上の特性を持つ。残念ながら文献ではこれらのタイプを適切に区別していないことが多い。

### リガンドのタイプ
- オルソステリックな（Orthosteric、内因性基質と同一部位に結合する）作動薬と阻害薬 - 主な受容体部位（GABAが通常結合する部位、「活性」または「オルソステリック」部位とも呼ばれる）に結合する。作動薬は受容体を活性化し、その結果、Cl−コンダクタンスが増加する（チャネルを開口する）。阻害薬は、それ自体では何の効果もないが、GABAとの結合を競合してその作用を阻害し、結果としてCl-コンダクタンスを減少させる。
- 一次アロステリック調節因子 - 受容体複合体上のアロステリック部位に結合し、ポジティブ（PAM）、ネガティブ（NAM）、ニュートラル/サイレント（SAM）のいずれかの方法で影響を与え、主な部位の効率を高めたり下げたりして、間接的にCl-コンダクタンスを増減させる。SAMはコンダクタンスには影響を与えず、結合部位を占有する。
- 二次調節因子 - 受容体複合体上のアロステリック部位に結合し、一次調節因子の効果を調節する。
- オープンチャネルブロッカー - サブユニットの構成に依存し、増感状態に依存して、リガンド―受容体占有率、活性化速度、Clイオンフラックスを延長する[11]。
- 非競合的チャネル遮断剤 - 受容体複合体の中心孔またはその近傍に結合し、イオンチャネルを介してCl-のコンダクタンスを直接遮断する。

### リガンドの例
- オルソステリック作動薬 - GABA，ガボキサドール（英語版），イソグバシン（英語版），ムッシモール，プロガビド（英語版），β-アラニン[12][13]，タウリン[13][12]，ピペリジン-4-スルホン酸（部分作動薬）。
- オルソステリック阻害薬 - ビククリン、ガバジン（英語版）
- 陽性アロステリック調節因子 - バルビツール酸系、ベンゾジアゼピン系、ある種のカルバメート系（例：カリソプロドール、メプロバメート、ロルバメート（英語版））、チエノジアゼピン系、アルコール（エタノール）、エトミデート、グルテチミド（英語版）、カバラクトン系[14]、メプロバメート、キナゾリノン系（例：メタカロン（英語版）、エタカロン、ジプロカロン（英語版））、神経活性ステロイド[15]、メタカロン、エタカロン、ジプロカロンなど）、神経活性ステロイド[15]、ナイアシン／ナイアシンアミド[16]、非ベンゾジアゼピン系薬剤（ゾルピデム、エスゾピクロンなど）、プロポフォール、スチリペントール（英語版）[17]、テアニン[要出典]、バレレン酸、揮発性／吸入麻酔薬、ランタン[18]およびリルゾール（英語版）[19]。
- 陰性アロステリック調節因子  - フルマゼニル、Ro15-4513（英語版）、サルマゼニル（英語版）、アメントフラボン（英語版）、亜鉛[20]、など
- 逆アロステリック作動薬 - β-カルボリン（例：ハルミン、ハルマリン、テトラヒドロハルミン（英語版））
- 二次調節因子 - 没食子酸エピガロカテキン[21]。
- 非競合的チャネル遮断剤 - シクトキシン、エナントトキシン、ペンチレンテトラゾール、ピクロトキシン[要出典]、ツジョン、リンデン。

### 効果
受容体の活性化に寄与するリガンドは、通常、抗不安薬、抗てんかん薬、健忘症、鎮静薬、睡眠薬、多幸感、筋弛緩剤などがある。受容体の活性化を低下させるリガンドは、通常、不安神経症や痙攣などの反対の作用を有する 。α5IAのようなサブタイプ選択的な陰性アロステリック調節因子のいくつかは、他のGABA作動性薬剤の望ましくない副作用の治療法としてだけでなく、向知性の効果のために研究されている。

### 新規薬剤
多くのベンゾジアゼピン系部位アロステリック調節因子の有用な特性は、特定のサブユニットからなる受容体の特定のサブセットに選択的な結合を示すことである。これにより、特定の脳領域でどのようなGABAA受容体サブユニットの組み合わせが多いかを知ることができ、GABAA受容体に作用する薬物の行動学的効果がどのサブユニットの組み合わせによるものかを知る手がかりとなる。このような選択的リガンドは、望ましい治療効果と望ましくない副作用とを分離することができるという点で、薬理学的に優れていると考えられる。α1に適度に選択的なゾルピデムを除いて、まだ臨床使用に至っていないサブタイプ選択的リガンドはほとんどないが，α3選択的な薬剤アジプロンなど、より選択的な化合物がいくつか開発されている。サブタイプ選択性化合物の例としては、以下のようなものがあり、科学的研究に広く用いられている。
- CL-218,872（英語版）（高α1選択性作動薬）
- ブレタゼニル（英語版）（サブタイプ選択的部分作動薬）
- イミダゼニル、L-838,417（英語版）（いずれも一部のサブタイプで部分的に作動するが、他のサブタイプでは弱い拮抗作用を有する）
- QH-ii-066（α5サブタイプに高い選択性を持つ完全作動薬
- α5IA（英語版）（α5サブタイプに選択的な逆作動薬
- SL-651,498（英語版）（α2およびα3サブタイプに完全作動薬、α1およびα5に部分作動薬
- 3-アシル-4-キノロン：α3よりもα1に選択的[24]

### 奇異反応
ベンゾジアゼピン系薬剤、バルビツール酸系薬剤、吸入麻酔薬、プロポフォール、神経活性ステロイド、アルコールなどによる奇異反応（パラドキシカルな反応）は、GABAA受容体の構造的な異常と関連していることが複数示唆されている。受容体を構成する5つのサブユニット（上図参照）の組み合わせが変化することで、例えば、GABAに対する受容体の反応は変わらないが、名前の付いた物質の一つに対する反応は通常のものとは大きく異なる。
このような受容体の異常によって、一般人口の約2〜3％が深刻な情緒障害に陥り、最大で20％がこの種の中等度の障害に陥ると推定されている。一般に、受容体の変化は、少なくとも部分的には、遺伝的およびエピジェネティクスな変化に起因すると考えられている。後者は、特に社会的ストレスや燃え尽き症候群によって引き起こされる可能性が示唆されている
。

## 注
1. ↑  Richter L, de Graaf C, Sieghart W, Varagic Z, Mörzinger M, de Esch IJ, Ecker GF, Ernst M (March 2012). “Diazepam-bound GABAA receptor models identify new benzodiazepine binding-site ligands”. Nat. Chem. Biol. 8 (5):  455–464. doi:10.1038/nchembio.917. PMC 3368153. PMID 22446838.
2. ↑  Campagna-Slater V, Weaver DF (January 2007). “Molecular modelling of the GABAA ion channel protein”. J. Mol. Graph. Model. 25 (5):  721–30. doi:10.1016/j.jmgm.2006.06.001. PMID 16877018.
3. ↑  Sancar F, Ericksen SS, Kucken AM, Teissére JA, Czajkowski C (January 2007). “Structural Determinants for High-Affinity Zolpidem Binding to GABA-A receptors”. Mol. Pharmacol. 71 (1):  38–46. doi:10.1124/mol.106.029595. PMC 2583146. PMID 17012619.
4. ↑  Santhakumar V, Wallner M, Otis TS (May 2007). “Ethanol acts directly on extrasynaptic subtypes of GABAA receptors to increase tonic inhibition”. Alcohol 41 (3):  211–21. doi:10.1016/j.alcohol.2007.04.011. PMC 2040048. PMID 17591544.
5. ↑  Johnston GAR (1996). “GABAA Receptor Pharmacology”. Pharmacology and Therapeutics 69 (3):  173–198. doi:10.1016/0163-7258(95)02043-8. PMID 8783370.
6. 1 2 3 4 5 6 7 8 9  石郷岡純 2009.
7. ↑  Olsen RW, Sieghart W (2008). “International Union of Pharmacology. LXX. Subtypes of gamma-aminobutyric acidA receptors: classification on the basis of subunit composition, pharmacology, and function. Update.”. Pharmacological Reviews 60 (3):  243–260. doi:10.1124/pr.108.00505. PMID 18790874.
8. 1 2 3  碓氷章 2009.
9. ↑  Barnard EA, Skolnick P, Olsen RW, Mohler H, Sieghart W, Biggio G, Braestrup C, Bateson AN, Langer SZ (1 June 1998). “International Union of Pharmacology. XV. Subtypes of gamma-aminobutyric acidA receptors: classification on the basis of subunit structure and receptor function”. Pharmacol. Rev. 50 (2):  291–313. PMID 9647870.
10. ↑  “Overdose Facts & Stats”.   International Overdose Awareness Day. 2014年1月20日閲覧。
11. ↑  “GABA(A) receptor activation and open-channel block by volatile anaesthetics: a new principle of receptor modulation?”. European Journal of Pharmacology 451 (1):  43–50. (September 2002). doi:10.1016/S0014-2999(02)02194-5. PMID 12223227.
12. 1 2  “Beta-alanine and taurine as endogenous agonists at glycine receptors in rat hippocampus in vitro”. The Journal of Physiology 539 (Pt 1):  191–200. (February 2002). doi:10.1113/jphysiol.2001.013147. PMC 2290126. PMID 11850512.
13. 1 2  “Taurine and beta-alanine act on both GABA and glycine receptors in Xenopus oocyte injected with mouse brain messenger RNA”. Brain Research 464 (2):  97–105. (September 1988). doi:10.1016/0169-328x(88)90002-2. PMID 2464409.
14. ↑  Hunter, A (2006). “Kava (Piper methysticum) back in circulation”. Australian Centre for Complementary Medicine 25 (7):  529.
15. 1 2  (a) “Neurosteroid modulation of synaptic and extrasynaptic GABA(A) receptors”. Pharmacology & Therapeutics 116 (1):  20–34. (October 2007). arXiv:1607.02870. doi:10.1016/j.pharmthera.2007.03.007. PMID 17531325.; (b) “Endogenous neurosteroids regulate GABAA receptors through two discrete transmembrane sites”. Nature 444 (7118):  486–489. (November 2006). Bibcode: 2006Natur.444..486H. doi:10.1038/nature05324. PMID 17108970.; (c)“Characterization of brain neurons that express enzymes mediating neurosteroid biosynthesis”. Proceedings of the National Academy of Sciences of the United States of America 103 (39):  14602–14607. (September 2006). Bibcode: 2006PNAS..10314602A. doi:10.1073/pnas.0606544103. PMC 1600006. PMID 16984997.; (d) “Neurosteroid access to the GABAA receptor”. The Journal of Neuroscience 25 (50):  11605–11613. (December 2005). doi:10.1523/JNEUROSCI.4173-05.2005. PMC 6726021. PMID 16354918.; (e) “Neurosteroids: endogenous regulators of the GABA(A) receptor”. Nature Reviews. Neuroscience 6 (7):  565–575. (July 2005). doi:10.1038/nrn1703. PMID 15959466.; (f) “Fluoxetine and norfluoxetine stereospecifically and selectively increase brain neurosteroid content at doses that are inactive on 5-HT reuptake”. Psychopharmacology 186 (3):  362–372. (June 2006). doi:10.1007/s00213-005-0213-2. PMID 16432684.; (g) “Steroids, neuroactive steroids and neurosteroids in psychopathology”. Progress in Neuro-Psychopharmacology & Biological Psychiatry 29 (2):  169–192. (February 2005). doi:10.1016/j.pnpbp.2004.11.001. PMID 15694225.; (h) “Neurosteroids: biochemistry and clinical significance”. Trends in Endocrinology and Metabolism 13 (1):  35–43. (2002). doi:10.1016/S1043-2760(01)00503-3. PMID 11750861.; (i) “Neurosteroids act on recombinant human GABAA receptors”. Neuron 4 (5):  759–765. (May 1990). doi:10.1016/0896-6273(90)90202-Q. PMID 2160838.; (j) “Steroid hormone metabolites are barbiturate-like modulators of the GABA receptor”. Science 232 (4753):  1004–1007. (May 1986). Bibcode: 1986Sci...232.1004D. doi:10.1126/science.2422758. PMID 2422758.; (k) “Neurosteroids — Endogenous Regulators of Seizure Susceptibility and Role in the Treatment of Epilepsy”. Jasper's Basic Mechanisms of the Epilepsies [Internet]. 4th edition. Bethesda (MD): National Center for Biotechnology Information (US). National Center for Biotechnology Information (US). (2012)
16. ↑  “STUDY OF GABAERGIC AGONISTS”. Deccan Journal of Pharmacology 1 (2):  56–69. (2010).  オリジナルの2013-10-16時点におけるアーカイブ。 2013年2月12日閲覧。.
17. ↑  “The anti-convulsant stiripentol acts directly on the GABA(A) receptor as a positive allosteric modulator”. Neuropharmacology 56 (1):  190–197. (January 2009). doi:10.1016/j.neuropharm.2008.06.004. PMC 2665930. PMID 18585399.
18. ↑  “Lanthanum potentiates GABA-activated currents in rat pyramidal neurons of CA1 hippocampal field”. Bulletin of Experimental Biology and Medicine 140 (4):  403–405. (October 2005). doi:10.1007/s10517-005-0503-z. PMID 16671565.
19. ↑  “Neuroprotective agent riluzole potentiates postsynaptic GABA(A) receptor function”. Neuropharmacology 42 (2):  199–209. (February 2002). doi:10.1016/s0028-3908(01)00175-7. PMID 11804616.
20. ↑  “Zinc-mediated inhibition of GABA(A) receptors: discrete binding sites underlie subtype specificity”. Nature Neuroscience 6 (4):  362–369. (April 2003). doi:10.1038/nn1030. PMID 12640458.
21. ↑  “The dietary flavonoids apigenin and (-)-epigallocatechin gallate enhance the positive modulation by diazepam of the activation by GABA of recombinant GABA(A) receptors”. Biochemical Pharmacology. Six Decades of GABA 68 (8):  1631–8. (October 2004). doi:10.1016/j.bcp.2004.07.022. PMID 15451406.
22. ↑  “An inverse agonist selective for alpha5 subunit-containing GABAA receptors enhances cognition”. The Journal of Pharmacology and Experimental Therapeutics 316 (3):  1335–1345. (March 2006). doi:10.1124/jpet.105.092320. PMID 16326923.
23. ↑  “GABA A/Bz receptor subtypes as targets for selective drugs”. Current Medicinal Chemistry 14 (25):  2680–2701. (2007). doi:10.2174/092986707782023190. PMID 17979718.
24. ↑  “Affinity of 3-acyl substituted 4-quinolones at the benzodiazepine site of GABA(A) receptors”. Bioorganic & Medicinal Chemistry 16 (14):  6936–6948. (July 2008). doi:10.1016/j.bmc.2008.05.049. PMID 18541432.
25. ↑  “Paradoxical reactions to benzodiazepines in intravenous sedation: a report of 2 cases and review of the literature”. Anesthesia Progress 49 (4):  128–32. (2002). PMC 2007411. PMID 12779114.
26. ↑  “Benzodiazepines and disinhibition: a review”. Psychiatric Bulletin (Royal College of Psychiatrists) 26 (12):  460–462. (2002). doi:10.1192/pb.26.12.460. ISSN 0955-6036.
27. ↑  “Allopregnanolone and mood disorders”. Progress in Neurobiology 113:  88–94. (February 2014). doi:10.1016/j.pneurobio.2013.07.005. PMID 23978486.
28. ↑  “General anesthesia, sleep, and coma”. The New England Journal of Medicine 363 (27):  2638–50. (December 2010). doi:10.1056/NEJMra0808281. PMC 3162622. PMID 21190458.